# John Lenton
John Lenton (ur. przed 4 marca 1657 w Londynie, zm. przed 13 maja 1719 tamże)  – angielski kompozytor, skrzypek i śpiewak, działający w okresie baroku.
Komponował głównie muzykę sceniczną. Komponował suity na powrót króla Wilhelma III do Londynu (1697) i z okazji Nowego Roku (1699). Był dworskim kompozytorem i skrzypkiem .
Wspólnie z innym muzykiem Thomasem Tolletem wydał dwa zbiory muzyczne: A Consort of Musick of Three Parts (1692) i A Three Part Consort of New Musick (1697) .
Był także wydawcą muzycznym. Napisał traktat o grze na skrzypcach: The Gentleman's Diversion (1693). Wydał słynny zbiór Wit and Mirth, or Pills to Purge Melancholy (1706); muzyki mającej odegnać melancholię. W tym zbiorze znalazła się słynna pieśń wojskowa Over the Hills and Far Away, popularna jeszcze w czasach napoleońskich.